# SS France (1910)

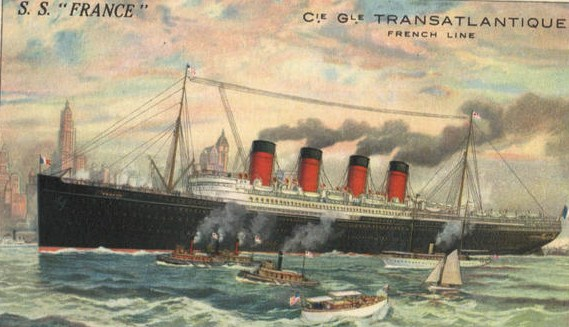
SS France

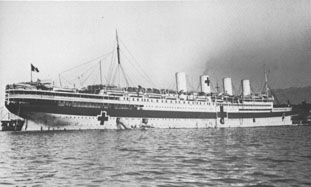
Jako statek szpitalny „France IV”

SS France – francuski statek pasażerski armatora Compagnie Générale Transatlantique wybudowany w stoczni Ateliers et Chantiers de Saint-Nazaire Penhoët.
Czterokominowiec wszedł do służby w 1912. Złomowany w 1935.
Statek - jedyny francuski transatlantyk o czterech kominach - był obok RMS Mauretania i  RMS Lusitania najszybszym i jednym z najdłużej pływających „czterokominowców”.
Zbudowany w St. Nazaire statek był jednym z największych statków swoich czasów - większym od największego z pięciu czterokominowców niemieckich („Kronprinzessin Cecilie”), ale mniejszym od „Lusitanii” (najmniejszego z czterokominowców brytyjskich).

## I wojna światowa
Do rozpoczęcia I wojny światowej odbył 32 rejsy bez wypadku. Podczas wojny służył jako statek szpitalny z jedną przerwą w 1917 po przypadkowym storpedowaniu. W tym czasie imię statku zmieniono na „France IV”.

## Okres międzywojenny
Po wojnie wrócił do swojego poprzedniego armatora po gruntownym remoncie, który trwał do 1920. Po 7 latach osiadł na mieliźnie. Do 1928 był w remoncie. W 1935 oddany na złom.

## Dane techniczne
- Długość 217 m
- Prędkość Dopuszczalna 23,6 w Rejsowa 18,3 w Maksymalna 25,9 w